# アパラット

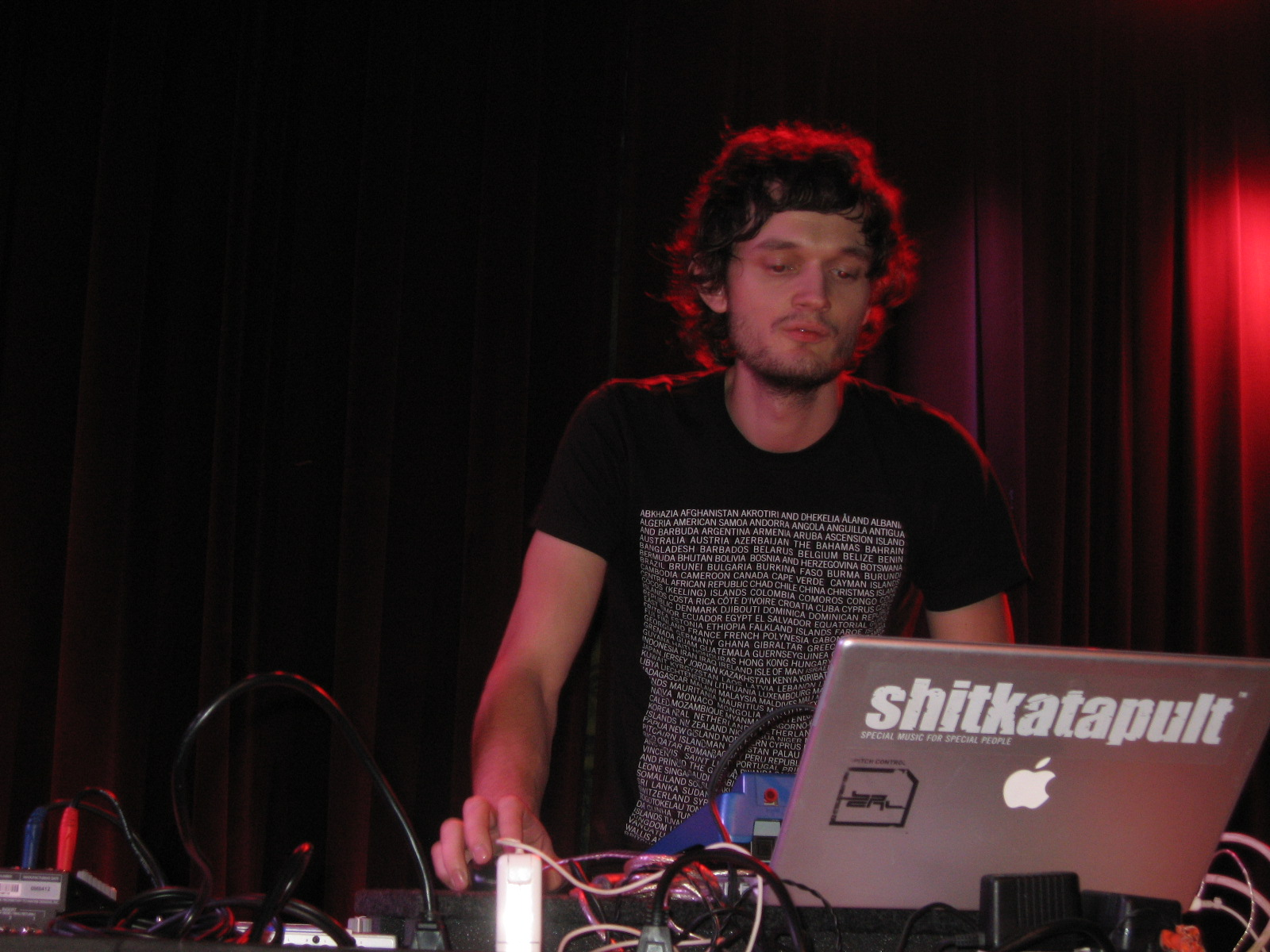
アパラット

アパラット(Apparat) のアーティスト名義で知られるサッシャ・リング（Sascha Ring）は、ドイツ在住のミュージシャン、プロデューサー。
T.Raumschmiereと共同で主催するレーベルShitkatapultをはじめ、Ellen AllienのレーベルBPitch Controlなどからリリースしている。
ネイサン・フェイクのリミックスがジェームス・ホールデンのミックスCDに収録されるなど、世界的に人気がある。
ModeselektorとのユニットModerat（Modeselektor + Apparat）としても活動している。